# Олексіївська вулиця (Херсон)
Вулиця Олексіївська (до 19 лютого 2016 — Воровського) — вулиця, розташована в Дніпровському районі Херсона. З'єднує Річковий провулок з вулицею Героїв Крут. 
За радянських часів була названа на честь радянського партійного діяча, публіциста й літературного критика Воровського В. В.
Довжина вулиці становить 310 м.